# ビュルネイ島

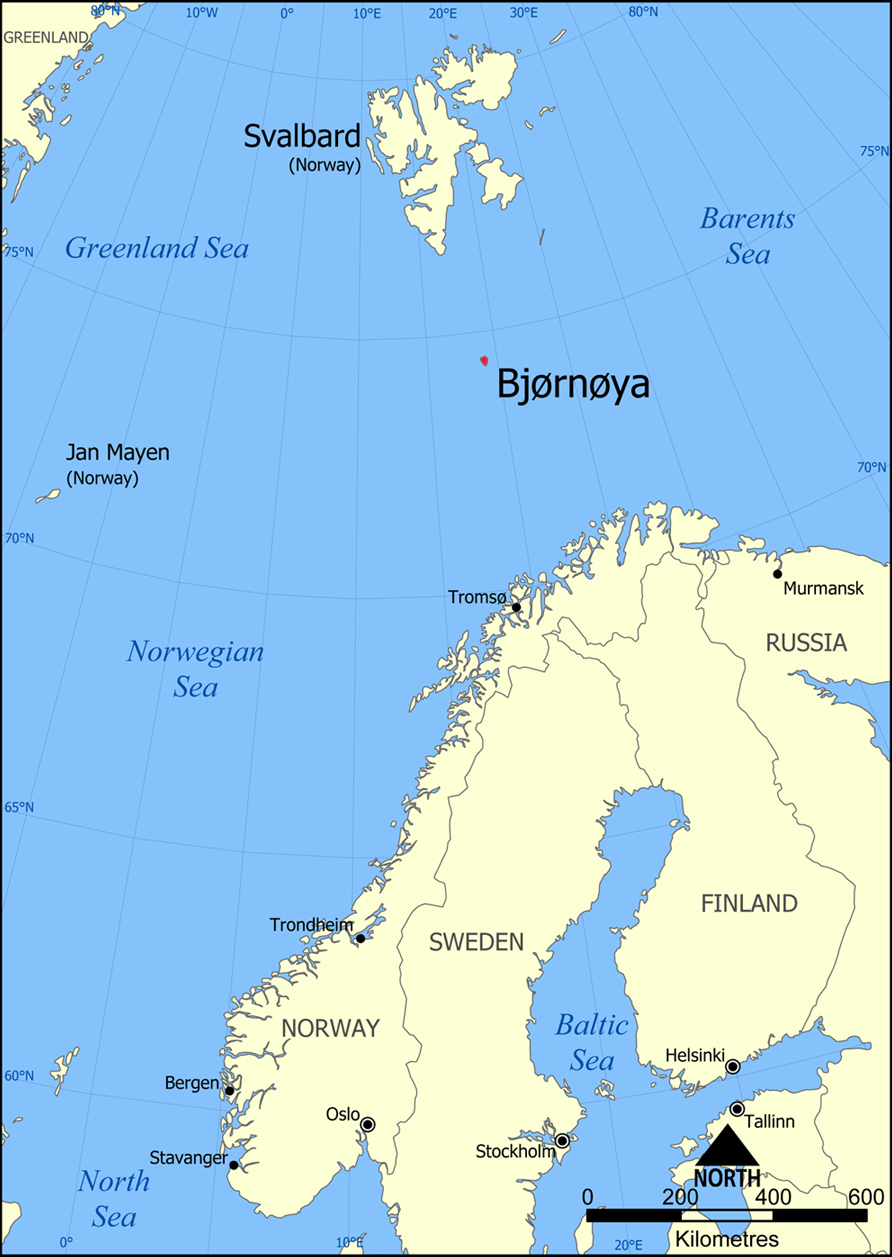
ビュルネイ島の位置

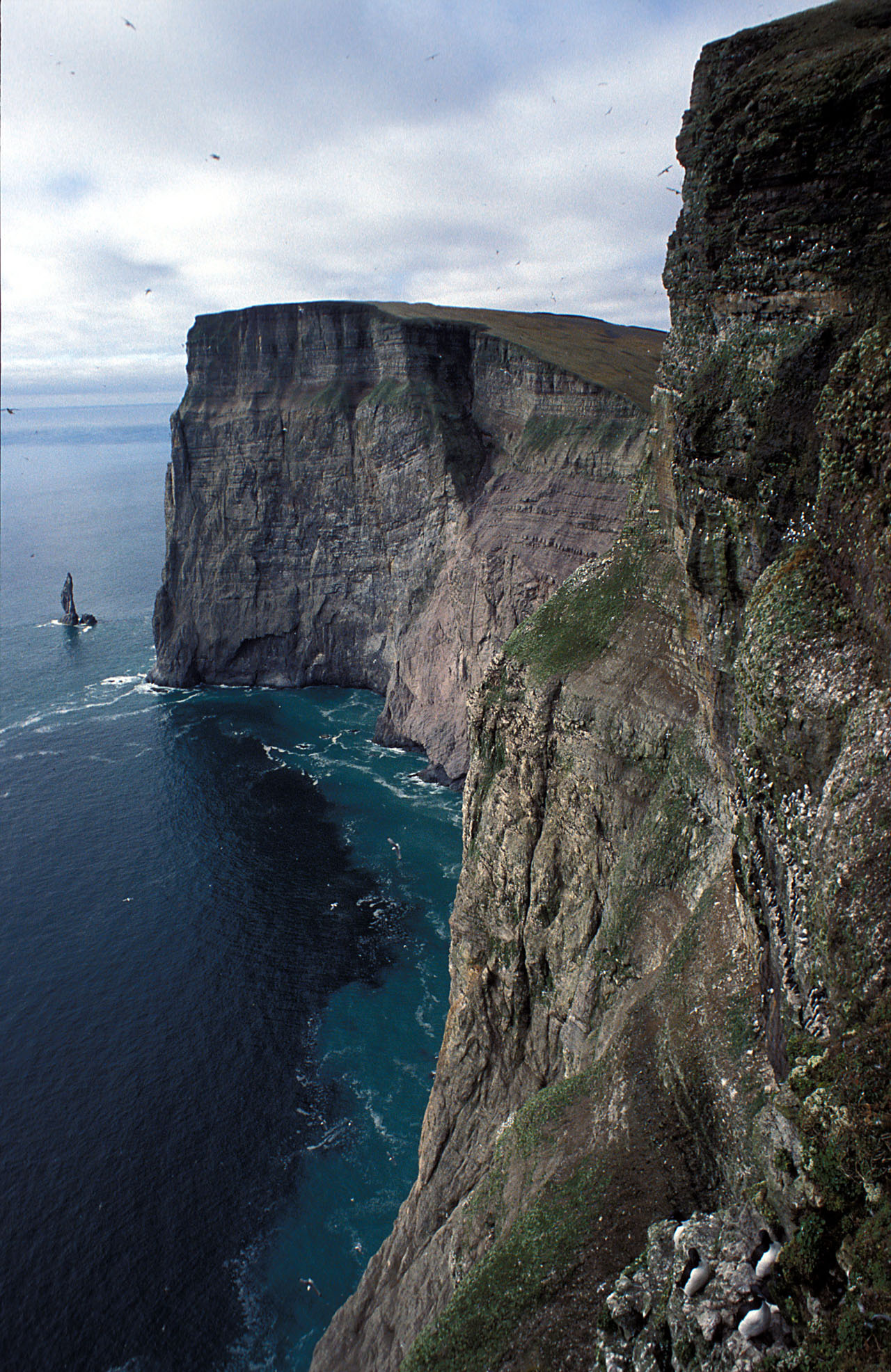
ビュルネイ島の断崖

ビュルネイ島（ビュルネイとう、Bjørnøya）、または英名でベア島（ベアとう、Bear Island）は北極圏のバレンツ海にあるノルウェー領の島である。ノルウェー本土とスヴァールバル諸島とのおおよそ中間地点に位置し、面積は178km2である。

## 歴史
1596年6月10日にオランダ人航海士ウィレム・バレンツによって発見された。島名は周辺海域に生息するホッキョクグマから名付けられた。1603年〜1604年にイギリスの探検家スティーブン・ベネット（Steven Bennet）により調査されセイウチの繁殖地として認識され始めた。17世紀前半にはセイウチやその他の海産物の狩猟基地として利用され始めた。
19世紀後半になると島の軍事的価値が認識され始める。1898年と1899年にはドイツ帝国の探検家テオドール・ラーナーが島を訪れ領有権を主張。それに対抗しロシア帝国の海軍は1899年7月21日に島に旗を掲げた。しかし、両国とも島の実効支配にはいたらなかった。
1915年にノルウェーによって正式に併合され、スヴァールバル諸島の管轄となる。1918年から1932年までは島の炭鉱を経営していた企業Bjørnøen ASの私有地であった。1919年には北部にノルウェーのラジオ局（のちの測候所）が北部のHerwighamnaに建てられた。2002年には測候所周辺を除く島全体（7海里沖合まで）が自然保護区となった。2008年には保護区を島の12海里沖合まで広げた

## 地理
スピッツベルゲン島の南235km、ノルウェーの北397kmに位置する。ビュルネイバンク上に位置し近海は遠浅の海となっている。面積178km2。最高点は南東海岸のミザリー山（Miseryfjellet）の536m。南部は山がちでアンタークティック山（Antarcticfjellet）、フーグレ山（Fuglefjellet）、アルフレッド山（Alfredfjellet）といった山がある。北部は概して平地であり総面積19km2のいくつかの淡水湖が存在している。島の海岸線は概ね海食崖であり、接岸が困難となっている。
人口は9人。主な停泊地にHerwighamnaなどがある。20世紀初頭には石炭採掘などのため民間人が住んでいたが、現在は測候所で働くスタッフがいるだけである。

## 動植物
ホッキョクグマやホッキョクギツネなど野生動物が生息しているが、ホッキョクグマやセイウチは捕獲されほとんどいなくなってしまった。オオハシウミガラス、ミツユビカモメなどの海鳥も島に生息しており、南部には北半球で最大級の海鳥のコロニーがある。コザクラバシガン、カオジロガン、シロハラネズミガンなどの渡り鳥も休憩や採餌のために渡来することがある。周辺の海域はタラ、コダラ、カラスガレイなどの24種の魚類の生息場で、北極海域のクジラとアザラシも見られる。2002年に自然保護区に指定され、2010年にラムサール条約登録地となった。
植物に関しては、蘚類とトモシリソウが大半で、樹木はない。